# Minyło kilka lat...
Minyło kilka lat... – piąty album Dohtora Mioda. Wydany w 1999 roku.

## Lista utworów
| #  | Tytuł                 | Czas |
| -- | --------------------- | ---- |
| 1. | "Alkohol"             | 4:58 |
| 2. | "Komercyjne cioty"    | 7:06 |
| 3. | "Musa zdupić Cie"     | 4:28 |
| 4. | "Minyło kilka lat..." | 3:56 |
| 5. | "Osiemnastolatka"     | 4:13 |
| 6. | "Piekary"             | 5:09 |
| 7. | "Ulicznica"           | 2:40 |
| 8. | "Życie"               | 6:28 |